# Silberstein Adolf

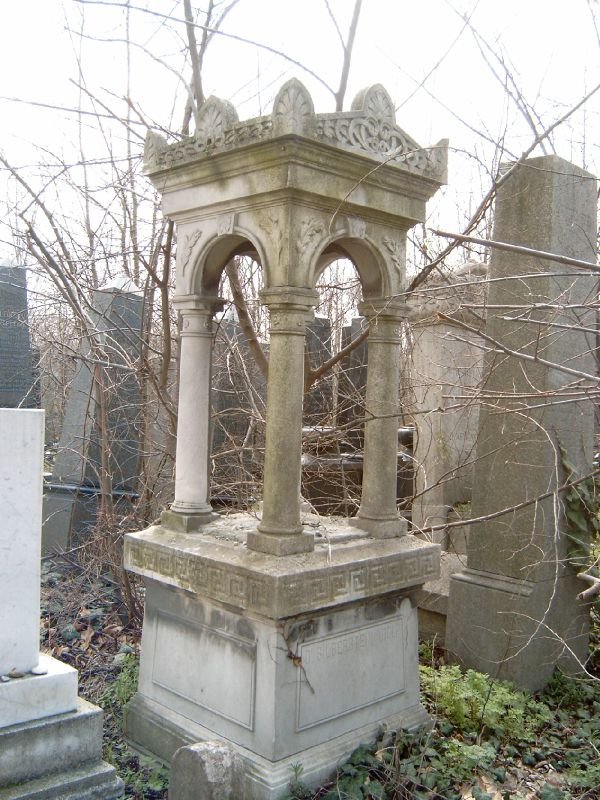
Silberstein Adolf sírja a Kozma utcai izraelita temetőben (2-2-1)

Silberstein Adolf, Ötvös Adolf (Pest, 1845. július 1. – Budapest, Terézváros, 1899. január 12.) újságíró, kritikus, esztéta; a Petőfi Társaság tagja.

## Pályája
Silberstein Lipót és Weisz Lujza fia. Középiskolai tanulmányait a piaristák pesti gimnáziumában végezte. Itt szövődött barátsága Hevesi Lajossal, Toldy Istvánnal, Károlyi Gábor és Károlyi Tibor grófokkal. 1861-ben beiratkozott bölcsészhallgatónak a lipcsei egyetemre, itt tanulmányozta többek között a nagy német filozófusok: Kant, Fichte és Hegel munkáit is. A berlini egyetemen szanszkritot, összehasonlító nyelvészetet tanult, majd Heidelbergben folytatta történelmi, nemzetgazdasági, jogi és államtudományi tanulmányait. Huszonegy éves korában kapta meg Lipcsében a bölcsészdoktori diplomát.
Ezután újságíró lett. A lipcsei Tageblatt, a Deutsche Allgemeine Zeitung és más ottani lapok közölték cikkeit, majd a Fremdenblatt szerkesztője volt. Korábban az antik versmérték hű utánzásával magyarra fordította Plautus Captivi-ját. A Kisfaludy Társaság hajlandónak mutatkozott a fordítás kiadására, de a nyelvezet népiesebbé tételét kívánta. Általános elismerésben részesült Rudolf Gottschallról írt esztétikai munkája. A Dramaturgische Blätter című hetilapban, melyet harmadmagával szerkesztett, fölkeltette a német közönség érdeklődését a magyar művészet iránt.
1866-ban meghalt apja. Négy évvel később hazatért és Temesváron egy évig (1870. augusztus 16-ától 1871 májusáig) szerkesztette a Temesvarer Zeitungot. 1871-ben pesti német lapok munkatársa lett. Tárcákat írt a Pester Lloyd részére, vezércikkeket a régi Pester Journalnak és szerkesztője volt két illusztrált lapnak. Később a Pester Lloydnál betöltött állását fölcserélte Waldstein Ungarischer Lloydjával. 1874-ben kiadója és szerkesztője lett a Pester Journalnak, melyet hat évi munka után hagyott el. 1880-tól ismét a Pester Lloyd szerkesztőségében dolgozott, itt a műbírálatok többségét maga írta. Érdemeket szerzett Jókai, Mikszáth, Bartók Lajos és mások műveinek németre fordításával.
Nagy műveltségű esztéta és filozófus volt. Jól írt magyarul is, de a megélhetés kényszere német nyelvű íróvá tette. Cikkei, színikritikái, tanulmányai számos magyar és német nyelvű lapban jelentek meg.

## Munkái
- Die Katharsis des Aristoteles. (Lipcse, 1867)
- Rede zur Feier der 25 jähr. dichterischen Wirksamkeit von Rudolf Gottschall gehalten, Lipcse, 1867
- Rudolf Gottschall... Lipcse, 1868
- Philosophische Briefe an eine Frau. Budapest, 1873 (magyarul: Bölcsészeti levelek egy barátnőmhöz; Budapest, 1873; fordította Simonyi Zsigmond)
- Dichtkunst des Aristoteles. Versuch eines Systems. (Budapest, 1876)
- Strategie der Liebe. Studien. Lipcse, 1880 (2. kiadás. Berlin, 1884)
- Bibel der Natur. Lipcse, 1880(Négy kiadást ért meg. Angol fordításban is megjelent; Oroszországból kitiltották.)
- Egy pesti Don Juan. Regény. Budapest, 1885 (Ötvös Adolf névvel)
- Christ before Pilate. by M: de Munkácsy / Opinions of the English press and of the American correspondents; tan. E. von Bukovics, A. Guéneau de Mussy, Adolf Silberstein; Sedelmeyer, Paris, 1886
- Karpathenlieder. Von Ludwig v. Bartók. Dem Magyarischen nachgedichtet. Budapest, 1886
- Anna von Bartfeld. Historisches Schauspiel von Ludwig v. Bartók. Aus dem Ungarischen übertragen. Budapest, 1889
- Dramaturgiai dolgozatok 
  - I. kötet. Társadalmi arcképek. Magyar esztétika. Szerelem és vallásosság. Budapest, 1894
  - II. kötet. Aristoteles: A költészetről (Fordította és a magyarázatokat írta.) A természet bibliája. Budapest, 1895
- Im Strome der Zeit. Budapest, 1894–1895. Négy kötet. (Publicisztikai, filozófiai, képzőművészeti, színházi és irodalmi tanulmányok gyűjteménye.)
  - I. Unglaube. Christenthum. Juden und Judenchristen. Buddhismus. Liebesgeschichten
  - II. Premiéren der Nationaltheaters. (Ungarische Dramas). Sarah Bernhardt. Eleonore Duse. 1894
  - III. Theater-Jubiläen (Ungarisches nationaltheater. Théâtre français.) Der Roman des Gegenwart. Ungarns junge Garde
  - IV. Bildende Künste. Budapester „Salon” 1890–1894. Philosophie für's Haus. 1895